# 包括的核実験禁止条約機関準備委員会
包括的核実験禁止条約機関準備委員会（ほうかつてきかくじっけんきんしじょうやくきかんじゅんびいいんかい、Preparatory Commission for the Comprehensive Nuclear-Test-Ban Treaty Organization（CTBTO Prep.com））は、1996年に設立された包括的核実験禁止条約（CTBT）の全署名国が参加する最高意思決定機関である。

## 概要
包括的核実験禁止条約機関（CTBTO）準備委員会は、包括的核実験禁止条約（CTBT）の全署名国が参加する最高意思決定機関である。1996年11月19日にウィーンに設置された。
CTBTが未発効であるため、ウィーンには暫定技術事務局（PTS）が置かれ、CTBT検証のための国際監視制度（IMS）施設や国際データセンター（IDC）の整備及び、現地査察（OSI）実施準備等の活動を行っている。
日本からは在ウィーン国際機関日本政府代表部特命全権大使を務めていた高須幸雄、小澤俊朗、海部篤が議長に選出されたことがある。

## 組織
- 暫定技術事務局
  - 事務局長室
  - 内部監査室
  - 評価課
- 行財政局[3]
  - 総務課
  - 会計課
  - 人事課
  - 調達課
- 法務対外関係局[3]
  - 法務課
  - 渉外関係・国際協力課
  - 広報課
  - 政策決定機関支援課
- 国際監視制度局[3]
  - 局長室
  - ネットワークシステム支援課
  - 技術開発課
  - 観測施設支援課
- 国際データセンター局[3]
  - 局長室
  - 運用課
  - ソフトウェア応用課
  - 観測・データ解析課
  - 自動処理システム課
  - 能力開発・トレーニング課
- 現地査察局[3]
  - 局長室
  - 計画・運用課
  - ロジスティクス・運用支援課
  - 機器課
  - 文書課
  - トレーニング課